# Злобино (Кашинский район)
Зло́бино — деревня в Кашинском районе Тверской области. Входит в состав муниципального образования сельское поселение Пестриковское.

## География
На расстоянии около 2 км западней деревни проходит железная дорога Кашин — Кесова Гора. Автодорога Кашин — Кесова Гора проходит в 4,5 км восточней.

## История
Деревня в 1862 году входила в состав Кашинского уезда и проживало 40 мужчин и 48 женщин.

## Известные люди
В Злобино родился Василий Григорьевич Кузнецов, Герой Социалистического Труда, директор совхоза «Калининский». Скончался в 2004 году.